# Niota
Niota és una població dels Estats Units a l'estat de Tennessee. Segons el cens del 2000 tenia 781 habitants.

## Demografia
Segons el cens del 2000, Niota tenia 781 habitants, 344 habitatges, i 231 famílies. La densitat de població era de 150 habitants/km².
Dels 344 habitatges en un 29,4% hi vivien nens de menys de 18 anys, en un 54,7% hi vivien parelles casades, en un 7,8% dones solteres, i en un 32,6% no eren unitats familiars. En el 29,1% dels habitatges hi vivien persones soles el 14,2% de les quals corresponia a persones de 65 anys o més que vivien soles. El nombre mitjà de persones vivint en cada habitatge era de 2,27 i el nombre mitjà de persones que vivien en cada família era de 2,76.
Per edats la població es repartia de la següent manera: un 21,9% tenia menys de 18 anys, un 7,6% entre 18 i 24, un 28,7% entre 25 i 44, un 25,6% de 45 a 60 i un 16,3% 65 anys o més.
L'edat mediana era de 40 anys. Per cada 100 dones de 18 o més anys hi havia 88,3 homes.
La renda mediana per habitatge era de 28.750 $ i la renda mediana per família de 36.136 $. Els homes tenien una renda mediana de 30.119 $ mentre que les dones 21.964 $. La renda per capita de la població era de 15.152 $. Entorn del 8,6% de les famílies i el 12,1% de la població estaven per davall del llindar de pobresa.

## Poblacions més properes
El següent diagrama mostra les poblacions més properes.